# Auditorio Nacional (México)
El Auditorio Nacional es un centro cultural en la Ciudad de México. Se trata del principal recinto de espectáculos en ese país y uno de los más importantes en el mundo, según diversos medios especializados.
Se encuentra sobre la avenida Paseo de la Reforma y la calle Arquímedes, enfrente de la zona hotelera de la colonia Polanco, a un costado del Campo Marte y muy cerca de la estación Auditorio de la Línea 7 del Metro y la Línea 7 del Metrobús del mismo nombre. Lo construyeron (en los años 1950) y remodelaron (entre 1988 y 1991) Teodoro González de León y Abraham Zabludovsky.
El auditorio acoge una amplia variedad de géneros musicales, eventos de danza y ballet y funciones de cine y ópera.

## Historia

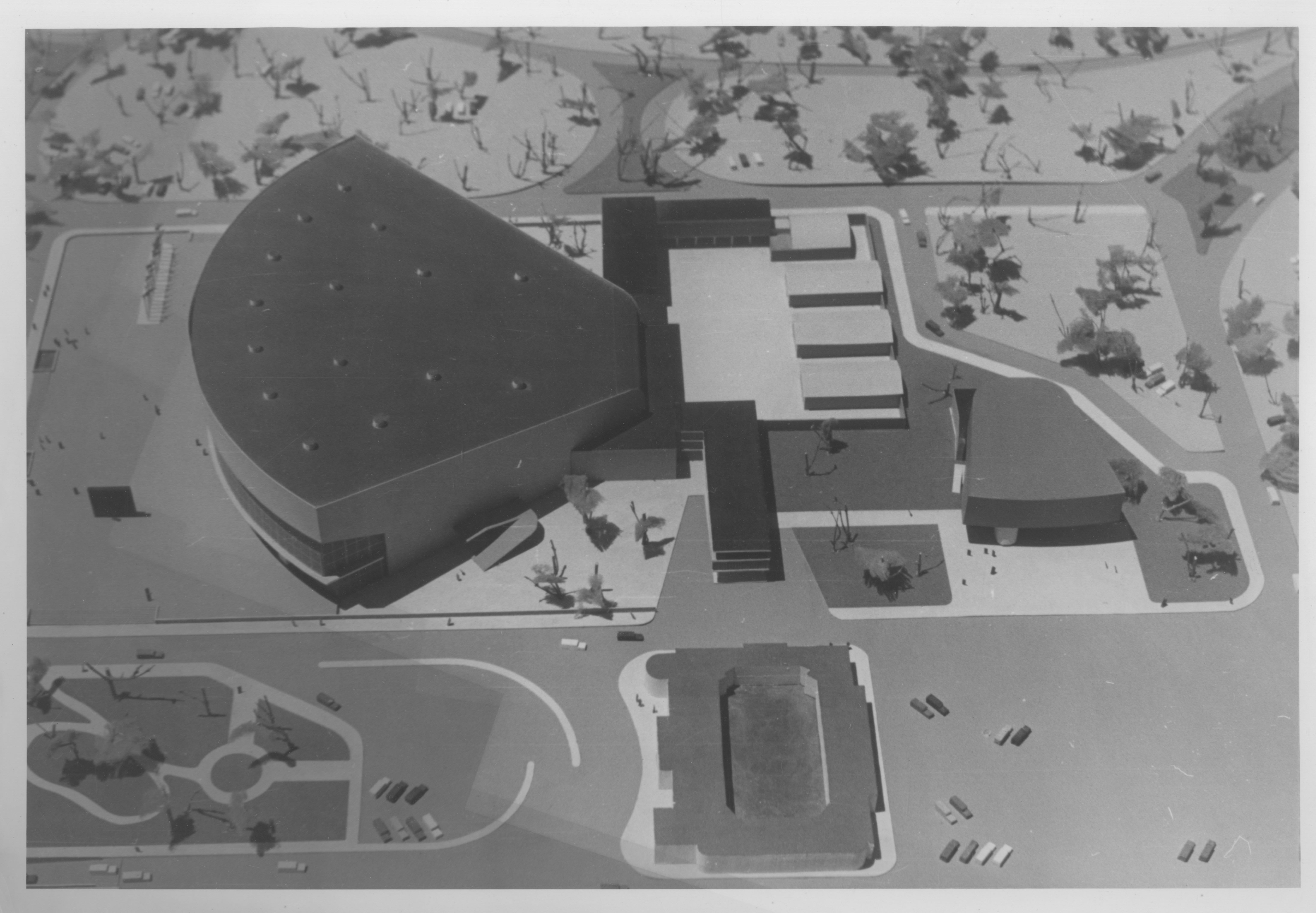
Maqueta del auditorio original.

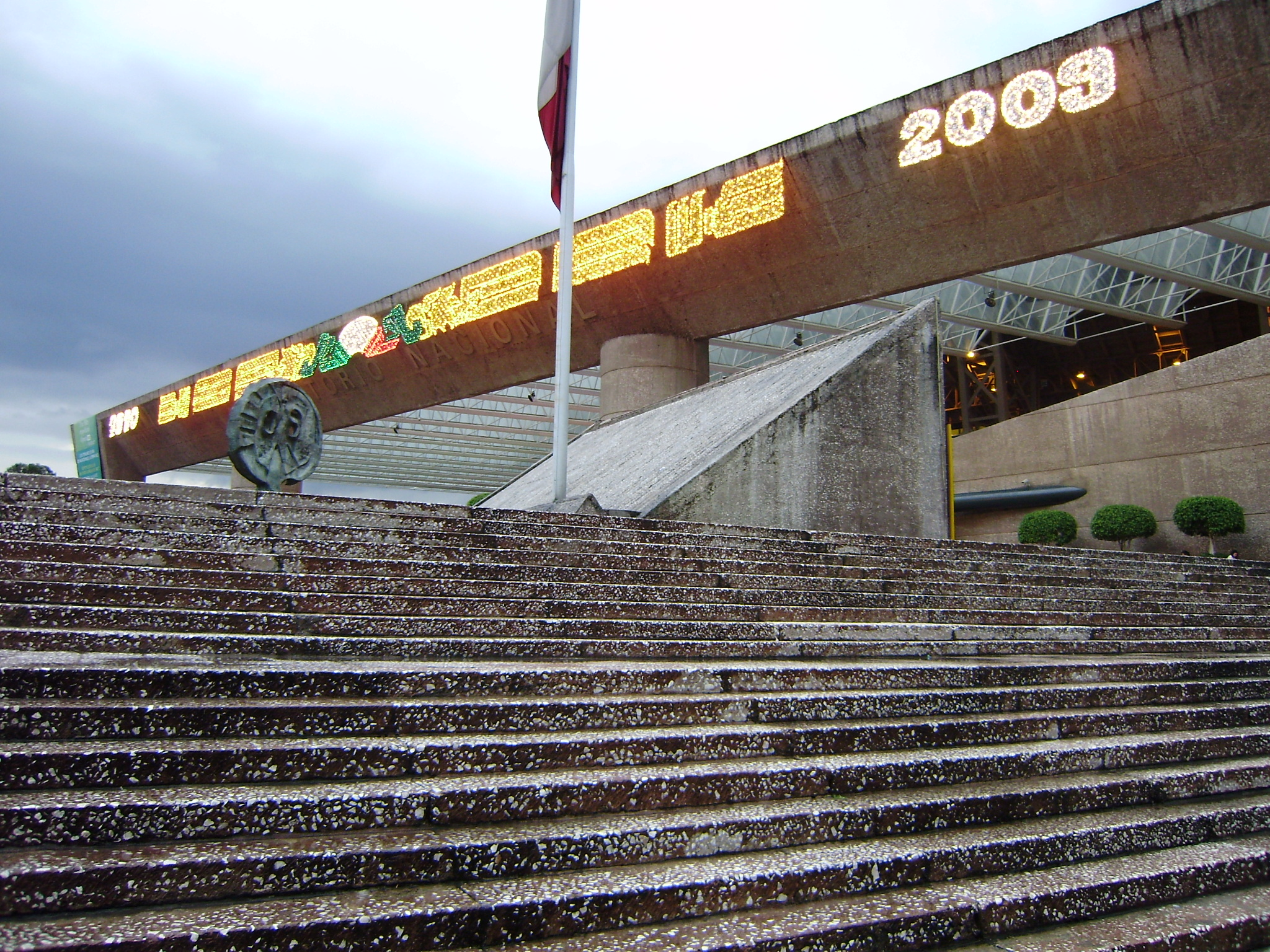
Otro ángulo del Auditorio

Se construyó en 1952 por órdenes del presidente Miguel Alemán Valdés para eventos ecuestres. Su construcción se concluyó en 1953 por Adolfo Ruiz Cortines con un cambio en su uso, ahora destinado como auditorio municipal. De ese edificio solo se conserva el graderío de los dos primeros pisos. El arquitecto Hugo Enrique Díaz Moro fue el encargado de dirigir el proyecto y el arquitecto Fernando Peña de hacerlo realidad, con la ayuda de los ingenieros Óscar de Buen y Guillermo Salazar Polanco. 
En 1989 fue cerrado al público para su remodelación integral, hecha por los arquitectos Abraham Zabludovsky y Teodoro González de León. Fue reinaugurado el 6 de septiembre de 1991 después de 18 meses de obra en el marco de la Convención Mundial de Rotary International en una ceremonia presidida por el entonces presidente de México Carlos Salinas de Gortari.
El edificio fue ampliado en su capacidad, se le revistió su fachada tratada con martelina (sello de las obras de ambos arquitectos), se le mejoró de la isóptica e instalaciones en general y fue provisto de mejoras acústicas y equipo escénico. Al finalizar la remodelación, quedó como un recinto de excelencia internacional, tanto para los artistas como para el público.
Actualmente cuenta con 9366 butacas, dos niveles de estacionamiento y un escenario con 23 metros de altura por 23 de ancho. La administración del inmueble pasó de estar a cargo del gobierno de Ciudad de México a un fideicomiso tripartito entre gobierno federal, gobierno de Ciudad de México y la iniciativa privada. El evento de reinauguración corrió a cargo de la Compañía Nacional de Danza, del Coro y la Orquesta de Bellas Artes.
Este escenario también albergó las tomas de posesión como presidentes de México de Luis Echeverría Álvarez (1970) y José López Portillo (1976).

## Instalaciones
En el vestíbulo del Auditorio se realizan eventos y ferias, tiene una vitrina con objetos de interés dejados por quienes ahí se han presentado. Dentro están las esculturas Escenario 750 de Vicente Rojo, y el mural escultórico Teorema inmóvil de Manuel Felguérez.
En su interior se encuentra integrado un órgano monumental, OMAN (Órgano Monumental del Auditorio Nacional), que incluye un total aproximado de quince mil seiscientas flautas.
En la explanada están emplazadas las esculturas La luna de Juan Soriano, y Tres figuras áureas de Teodoro González de León. Debajo de las escalinatas se inauguró un paseo de la fama con vaciados en acero y huellas de las manos de varios artistas que se han presentado en el recinto.
El Auditorio Nacional cuenta con un recinto alterno llamado Lunario del Auditorio Nacional, diseñado para conciertos más íntimos con un aforo de aproximadamente 1000 personas.